# 口螺亞科
口螺亞科（Stomatellinae）是腹足纲软体动物分類單元鐘螺目钟螺科之下一個細小海螺的亞科。
本亞科原來為口螺科（Stomatellidae Gray, 1840；亦作Stomatiidae），又名琵琶螺科或廣口螺科，下領六個屬。
本科原屬原始腹足目（Archaeogastropoda），根據2005年的《布歇特和洛克羅伊的腹足類分類》被歸入古腹足類（Vetigastropoda，又名原始腹足類）之下的鐘螺總科。

## 外部連結
- J.B.Knight,et al, 1960. Systematic Descriptions (of Gastropoda); Treatise on Invertebrate Paleontology, Part I (1). Geol Soc of America and Univ Kansas Press.
- . ITIS.
- Powell A. W. B.（英语：Arthur William Baden Powell）, New Zealand Mollusca, 哈珀柯林斯, Auckland, New Zealand 1979 ISBN 0-00-216906-1
- Williams, S.T.; Donald, K.M.; Spencer, H.G.; Nakano, T. . Molecular Phylogenetics and Evolution: 783–809.   [2018-04-02]. doi:10.1016/j.ympev.2009.11.008. （原始内容存档于2019-10-15） （英语）.